# -onym
-onym は古典ギリシア語の複合語の成分の -ωνυμος (-ōnymos) の英語の形。「名前」を表す単語を作る。
原則としてギリシャ語語幹の後に続くが、わずかな例外がある。

## 一覧
- acronym（アクロニム）：頭字語。単語の頭文字を並べたもの。
- allonym（アロニム）：別名
- anacronym（アナクロニム）：レーザー、スキューバなど由来が意識されないアクロニム。
- ananym（アナニム）：文字を並べ替えて作った名前。
- andronym（アンドロニム）：男名
- anonym（アノニム）：匿名
- anepronym（アネポニム）：人名に由来するが普通名詞と意識されているもの。
- anthroponym（アンスロポニム）：人名
- antonym（アントニム）：反義語
- apronym（アプロニム）：アクロニムであり、かつその文字の並びが別の単語になっているもの
- aptronym（アプトロニム）：偶然にもその人の職業や性格を表している人名のこと。
- aristonym（アリストニム）：貴族の姓
- backronym（バクロニム）：アクロニムに意味を付与したもの
- basionym（ベーシオニム）：基名
- caconym（カコニム）：謬称
- capitonym（キャピトニム）：語頭が大文字と小文字とでは意味が異なる単語
- charactonym（キャラクトニム）：性格を表すあだ名
- contronym（コントロニム）：文脈によって反義になる名詞
- cryptonym（クリプトニム）：仮称
- demonym（デモニム）：住民名
- eponym（エポニム）：名前に人名を含む単語
- ethnonym（エスノニム）：民族名
- euonym（ユーオニム）：美称
- exonym（エクソニム）：外名
- gendernym（ジェンダーニム）：ジェンダーを表す名称
- glottonym（グロットニム）：言語の名前
- gynonym（ガイノニム）：女名
- heteronym（ヘテロニム）：同綴異義語
- holonym（ホロニム）：全体を現す名詞
- homonym（ホモニム）：同音異義語
- hydronym（ハイドロニム）：体液の名称
- hypernym（ハイパーニム）：上位語
- hyponym（ハイポニム）：下位語
- isonym（アイソニム）：同綴異義語
- meronym（メロニム）：部分を表す名詞
- metonym（メトニム）：換喩
- metronym（メトロニム）：母称。「（女性名）の子」「（女性名）の子孫」を本来意味する人名。
- necronym（ネクロニム）：諡
- paronym（パロニム）：同源語
- patronym（パトロニム）：父称。「（男性名）の子」「（男性名）の子孫」を本来意味する人名。
- phytonym（ファイトニム）：植物の名称
- pseudonym（シュードニム）：偽名
- retronym（レトロニム）：同種の新しいものができたために区別して呼ばれるようになった名前。
- synonym（シノニム）：類義語、同義語
- tautonym（トートニム）：学名の反復名。ゴリラ (Gorilla gorilla) の類。
- taxonym（タクソニム）：タクソン（生物の分類群）の名
- toponym（トポニム）：地名
- troponym（トロポニム）：様態を加えた細かい意味を表す語。